# ジルソン・コスタ
ジルソン・セケイラ・ダ・コスタ（Gilson Sequeira da Costa 、1996年9月24日 - ）は、サントメ・プリンシペ・サントメ出身のプロサッカー選手。ネジメSC所属。ポジションは、ミッドフィールダー。

## クラブ歴
2015年8月15日、セグンダ・リーガのペナフィエル戦でプロデビューを果たした。